# Saint-Blaise
Saint-Blaise je bývalá samostatná obec v kantonu Neuchâtel na západě Švýcarska. Má přibližně 3 200 obyvatel.
Dne 1. ledna 2025 se obec sloučila s obcemi Enges, Hauterive a La Tène a vytvořily obec Laténa.

## Geografie

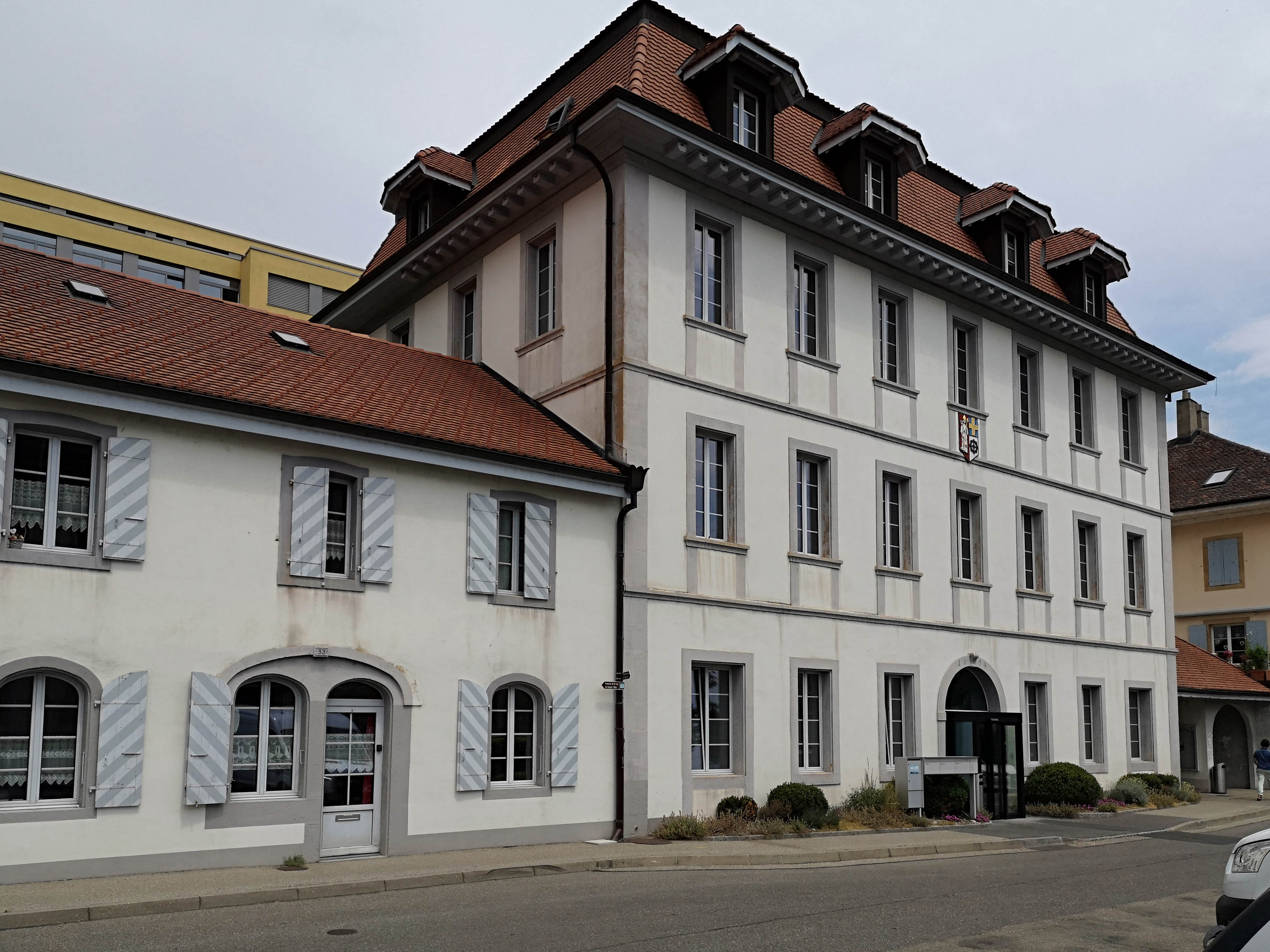
Radnice

Saint-Blaise leží v nadmořské výšce 440 metrů, vzdušnou čarou 5 kilometrů severovýchodně od hlavního města kantonu, Neuchâtelu. Obec se rozkládá na jižním úpatí Jury, na severním břehu Neuchâtelského jezera, po obou březích potoka Le Ruau.
Rozloha obce 8,9 km² zahrnuje část pobřežního pásu Neuchâtelského jezera v oblasti ústí říčky Ruau. Na východě se území rozkládá nad nížinou s jezerem Loclat až do výšky náhorní plošiny Plateau de Wavre (470 m n. m.). Na severu se území obce rozprostírá nad vrchol Roches de Châtollion (671 m n. m.) a údolím řeky Ruau až k antiklinále Chaumont, jejíž jihovýchodní svah (La Grande Côte) je hustě zalesněn. Na Chaumontu se nachází i nejvyšší bod Saint-Blaise, 1140 m n. m. Na vrcholu se nachází i nejvyšší bod Saint-Blaise. V roce 1997 zaujímala 18 % rozlohy obce zastavěná plocha, 54 % lesy a zalesněné plochy, 27 % zemědělské plochy a méně než jedno procento tvořila neproduktivní půda.
K Saint-Blaise patří vesnice Voëns (584 m n. m.) a Le Maley (617 m n. m.), obě v kotlině na jižním svahu Chaumontu, a několik jednotlivých farem. Sousedními obcemi Saint-Blaise byly Hauterive, Neuchâtel, Cressier, Cornaux a La Tène.

## Historie

St. Blaise (1970)

Saint-Blaise má velmi dlouhou tradicí osídlení. Oblast byla osídlena již kolem roku 3000 před naším letopočtem. Byly zde nalezeny pozůstatky kůlové osady z doby bronzové, stopy po osídlení helvétskými zemědělci a také stopy z doby římské a doby stěhování národů, což svědčí o možném kontinuálním osídlení po dobu 5000 let.
První písemná zmínka o obci pochází z roku 1011 pod názvem Arins. V roce 1209 se objevuje název Sanctus Blasus, který se zpočátku vztahoval pouze na dolní část obce, zatímco horní část se nadále nazývala Arens. Od 13. století patřilo Saint-Blaise k hrabství Neuchâtel a bylo součástí dvora Thielle. Od roku 1648 byl Neuchâtel knížectvím a od roku 1707 byl personální unií připojen k Pruskému království. V roce 1806 bylo území postoupeno Napoleonovi a v roce 1815 v rámci Vídeňského kongresu dostalo do Švýcarské konfederace, i když pruští králové zůstali až do Neuchâtelské smlouvy z roku 1857 také knížaty Neuchâtelu. V roce 1888 byly k Saint-Blaise připojeny vesnice Voëns a Le Maley, které dříve tvořily samostatnou obec.

## Obyvatelstvo
| Rok            | 1850 | 1900 | 1950 | 1960 | 1970 | 1980 | 1990 | 2000 |
| Počet obyvatel | 1056 | 1650 | 1859 | 2412 | 2586 | 2788 | 2930 | 3117 |

Ke konci roku 2021 v obci žilo 3277 obyvatel. Z celkového počtu obyvatel je 82,6 % francouzsky mluvících, 7,8 % německy a 3,5 % italsky mluvících (stav k roku 2000). Výrazný nárůst počtu obyvatel byl zaznamenán zejména od roku 1950.

## Hospodářství
Saint-Blaise bývalo převážně vinařskou obcí, ale koncem 19. století se vyvinulo v průmyslovou obec a v průběhu 20. století v obytnou obec. Dnes se Saint-Blaise rozrůstá společně se sousedními obcemi Hauterive a Marin-Epagnier. Na svazích nad severním břehem Neuchâtelského jezera, které jsou ideálně vystaveny slunci, se pěstuje víno, i když již vinařství nemá takový význam jako v minulosti. Na východním okraji obce byla vybudována rozsáhlá průmyslová a obchodní zóna, včetně průmyslové pekárny, továrny na hodinky a strojírenských podniků.
V letech 1903–1934 sídlila v Saint-Blaise firma Martini, ve své době nejvýznamnější švýcarská automobilka.

## Doprava

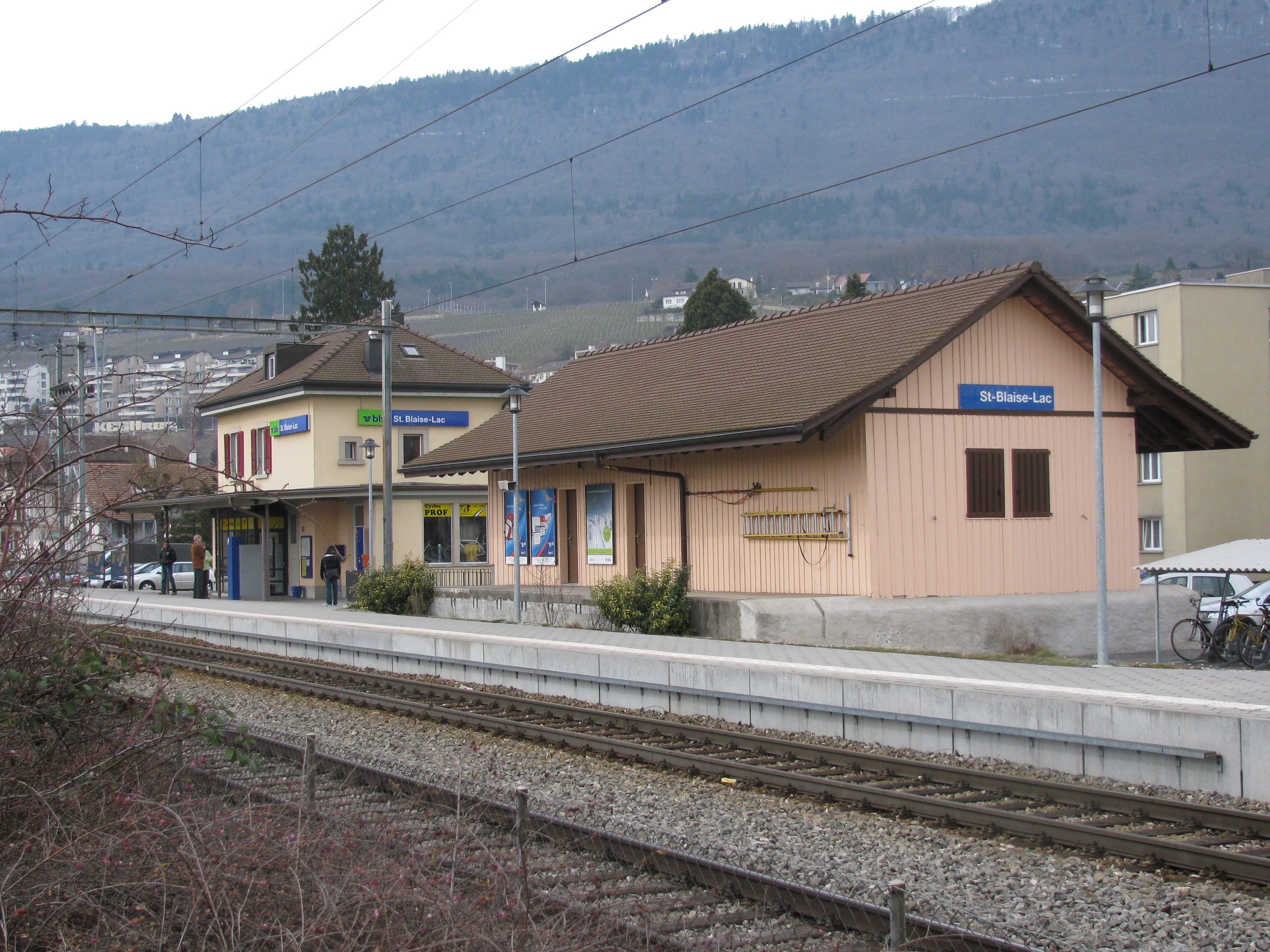
Železniční stanice

Obec má dobré dopravní spojení a leží na hlavní silnici č. 5 z Bielu do Neuchâtelu. V prosinci 1995 bylo centrum obce po otevření dálnice A5 odlehčeno od průjezdné dopravy. Dálnice vede podél břehu jezera, většinou v tunelech. Po výstavbě byla provedena úprava břehu jezera a zřízena rekreační zóna.
Dne 7. listopadu 1859 byla otevřena železniční trať z Neuchâtelu do Le Landeron se stanicí v Saint-Blaise, jejíž západní část leží na území obce Hauterive. Druhá stanice Saint-Blaise se nachází na železniční trati Bern–Neuchâtel, která byla slavnostně otevřena 1. července 1901. Saint-Blaise je také obsluhováno sítí Transports en commun de Neuchâtel et environs, včetně trolejbusové linky č. 1 neuchâtelských trolejbusů. Poštovní autobusová linka jezdí přes Enges do Lignières. V letních měsících je navíc Saint-Blaise spojeno s ostatními obcemi na břehu jezera a také s Murtenským a Bielským jezerem prostřednictvím sítě lodní dopravy na Neuchâtelském jezeře.